# 조제핀 드 라 봄
조제핀 드라봄(Joséphine de La Baume, 1984년 10월 8일 ~ )는 프랑스의 배우, 가수, 감독, 모델이다. 형제 알렉상드르와 함께 밴드 "싱탕크"(Singtank) 멤버로 활동하고 있다.

## 출연 작품

### 영화
- 부기우기: 상위 1%의 섹스 (2009, Boogie Woogie)
- Our Day Will Come (2010)
- 키스 오브 뱀파이어 (2011)
- 원 데이 (2011)
- 쟈니 잉글리쉬 2: 네버다이 (2011)
- 러시: 더 라이벌 (2013)
- 리슨 업 필립 (2014, Listen Up Philip)
- Arrête ou je continue (2014)
- 로드 게임 (2015, Road Games)
- 마담 (2017)
- 킬러의 보디가드 (2017)

### 텔레비전
- 프랑스 첩보원 되기 (2015-18)
- 더 뉴 룩 (2024)